# En Avant de Guingamp
En Avant de Guingamp Côtes-d'Armor (bretonsko: War-raok Gwengamp), znan tudi pod imeni EA Guingamp, EAG in Guingamp je francoski nogometni klub iz mesta Guingamp. Ustanovljen je bil leta 1912 in trenutno igra v Ligue 2, 2. francoski nogometni ligi.
Z domačih tekmovanj ima Guingamp en naslov prvaka 3. francoske lige (1994), dva naslova prvaka (2009, 2014) in en naslov podprvaka pokala Francije (1997), dva naslova podprvaka Trofeje prvakov - Trophée des champions (2009, 2014), dva naslova prvaka (1975, 1979) in dva naslova podprvaka (1947, 1952) Pokala Bretanje ter dva naslova prvaka Championnat de l'Ouest (1976, 1984). Z evropskih tekmovanj pa ima 1 naslov prvaka Pokala Intertoto (1996) in tri udeležbe Evropske lige. S slednjega tekmovanja je bila za Guingamp najuspešnejša sezona 2014/15, ko je v skupini z italijansko Fiorentino, grškim PAOK-om in beloruskim Dinamo Minskom osvojil drugo mesto [3 zmage, 1 remi, 2 poraza] in tako napredoval v prvi krog izločitvenih tekem. V slednjem pa je bil nato boljši ukrajinski Dinamo Kijev [2-1, 1-3].
Domači stadion Guingampa je Stade de Roudourou, ki sprejme 18.250 gledalcev. Barvi dresov sta črna in rdeča. Nadimek nogometašev je Les Paysans